# Macrobrachys tonkinensis
Macrobrachys tonkinensis är en insektsart som beskrevs av Victor Lallemand 1950. Macrobrachys tonkinensis ingår i släktet Macrobrachys och familjen Eurybrachidae. Inga underarter finns listade i Catalogue of Life.